# گمینا گودکووو
گمینا گودکووو (به لهستانی:  Gmina Godkowo) یک گمینا در لهستان است که در شهرستان البلانگ واقع شده‌است. گمینا گودکووو ۱۶۶٫۷۴ کیلومتر مربع مساحت و ۳٬۳۲۰ نفر جمعیت دارد.